# Edgar Norris
Edgar Norris   (Toronto, 23 de desembre de 1902 - comtat de Sarasota, 20 d'abril de 1982) fou un remer canadenc que va competir durant la dècada de 1920.
El 1928 va prendre part en els Jocs Olímpics d'Amsterdam, on disputà la prova del vuit amb timoner del programa de rem, en què guanyà la medalla de bronze.